# Спорт в Эфиопии
Спорт в Эфиопии — включает в себя множество видов. Главный видом спорта в Эфиопии является лёгкая атлетика, в которой эфиопские спортсмены завоевали 21 золотую медаль на Олимпийских играх (по итогам Игр в Лондоне 2014 года). Всемирного успеха добились бегуны на средние и длинные дистанции. Также в меньшей степени в стране развиты бокс, футбол и национальные виды спорта.
В 1972 и 2004 годах на Олимпийских играх выступали боксёры Сейфу Маконнен и Абель Афералигн соответственно. Эфиопия является четырёхкратным победителем кубка Кубок КЕСАФА (1987, 2001, 2004, 2005 годы). В 1962 году сборная страны по футболу стала победителем кубка африканских наций.
На Олимпийских играх 1956, 1964 и 1972 годов принимали участие велосипедисты Эфиопии.

## Лёгкая атлетика
Эфиопские стайеры, наряду с кенийскими, являются сильнейшими в мире. В настоящее время бегуны этой страны регулярно занимают высшие и призовые места на чемпионатах мира и Олимпийских играх.
Среди них можно выделить легендарного Абебе Бикилу — единственный в истории человек пробежавший и выигравший босиком марафон на олимпийских играх, да к тому же установив сразу мировой и олимпийский рекорды. Белайне Денсамо — экс-рекордсмен мира в марафоне. Хайле Гебреселассие — двукратный олимпийский чемпион и экс-рекордсмен мира в марафоне. Кенениса Бекеле — действующий двукратный рекордсмен мира. Мирус Ифтер — победитель на стайерских дистанциях московской олимпиады. Дерарту Тулу — первая женщина из Африки, которой удалось стать олимпийской чемпионкой.
- Хайле Гебреселассие
- Тирунеш Дибаба
- Кенениса Бекеле